# Limnodynastes
Limnodynastes és un gènere de granotes de la família Myobatrachidae que es troba a Austràlia i al sud de Nova Guinea.

## Taxonomia
| Nom comú | Nom binomial                                            |
| -------- | ------------------------------------------------------- |
|          | Limnodynastes convexiusculus (Macleay, 1878)            |
|          | Limnodynastes depressus (Tyler, 1976)                   |
|          | Limnodynastes dorsalis (Gray, 1841)                     |
|          | Limnodynastes dumerilii (Peters, 1863)                  |
|          | Limnodynastes fletcheri (Boulenger, 1888)               |
|          | Limnodynastes interioris (Fry, 1913)                    |
|          | Limnodynastes lignarius (Tyler, Martin, i Davies, 1979) |
|          | Limnodynastes peronii (Duméril i Bibron, 1841)          |
|          | Limnodynastes salmini (Steindachner, 1867)              |
|          | Limnodynastes tasmaniensis (Günther, 1858)              |
|          | Limnodynastes terraereginae (Fry, 1915)                 |